# 凯恩号哗变 (电影)
《凯恩号哗变》（英語：The Caine Mutiny Court-Martial）是2023年上映的美国律政剧情片，由威廉·弗莱德金执导编剧，改编自赫尔曼·沃克1952年出版同名小说的话剧版。因弗莱德金年事已高，吉勒摩·戴托羅担任后备导演，主演阵容基夫·修打蘭、傑森·克拉克、傑克·拉齊、莫妮卡·雷蒙德和兰斯·雷迪克。片中导演弗莱德金于2023年8月7日去世，原著作者沃克和主演雷迪克分别于2019年和2023年去世，电影成为了三人的遗作。
电影于2023年9月3日在第80屆威尼斯影展全球首映，2023年10月6日上线流媒体平台Paramount+，并于10月8日在Showtime电视频道播出，由派拉蒙全球内容发行公司旗下的共和影业负责发行。

## 梗概
美国海军舰长奇格因出现精神不稳的迹象，无法在风浪中控制船只，让船陷入沉沒的风险。危急关头之下，副舰长马克当即解除奇格的舰长职务，成功帮助舰船渡过难关。然而军方认为马克接管船只的行为属于叛变，将其送上军事法庭。在军事法庭上，马克的辩护律师格林沃尔德不停在思考一个问题：凯恩号事件到底是单纯的哗变行动，还是一群水手出于对精神不稳的船长的不信任，在危急关头展现的英勇之举？

## 演员
- 基夫·修打蘭 饰 菲利普·奇格少校（Phillip Queeg）
- 傑克·拉齊 饰 斯蒂芬·马克上尉（Stephen Maryk）
- 傑森·克拉克 饰 伯尼·格林沃尔德上尉（Barney Greenwald），马克的辩护律师
- 莫妮卡·拉蒙德（英语：Monica Raymund） 饰 凯瑟琳·查利中校（Katherine Challee），首席检察官
- 兰斯·雷迪克 饰 路德·布莱克利上校（Luther Blakely），首席法官
- 路易斯·普曼 饰 托马斯·基弗上尉（Thomas Keefer）
- 伊丽莎白·安维斯（Elizabeth Anweis）饰 医疗兵琼·伦丁上校（Joan Lundeen）
- 汤姆·雷利（英语：Tom Riley (actor)） 饰 威利斯·基斯上尉（Willis Keith）
- 弗朗索瓦·巴蒂斯特（Francois Battiste）饰 兰道夫·索萨德上校（Randolph Southard）
- 加布·凯斯勒（Gabe Kessler）饰 三等军需官朱尼厄斯·厄本（Junius Urban）
- 傑·杜普拉斯 饰 医疗兵艾伦·伯德上尉（Allen Bird）
- 吉娜·加西亚-夏普（Gina Garcia-Sharp）饰 速记员
- 斯蒂芬妮·厄布（Stephanie Erb）饰 少将露西尔·斯图茨（Lucille Stutz）
- 代尔·戴（英语：Dale Dye） 饰 中将R·T·杜威（R.T. Dewey）
- 丹泽尔·约翰逊（Denzel Johnson）饰 检方律师助理J·P·西蒙斯（J.P Simmons）
- 玛丽亚·贾斯蒂斯（Mariah Justice）饰 艾蜜丽上尉（Emily）

## 制作
2021年9月，导演威廉·弗莱德金宣布开发《凯恩号哗变》的改编电影，选角工作正在开展。次年8月，消息指电影由派拉蒙全球内容发行公司与Showtime電視網共同制作，基夫·修打蘭担任主演。相较于原作，电影中的故事发生在近现代，地点在波斯湾，而原作的时间线是在第二次世界大战。主体摄影工作大约在2023年1月启动，3月左右杀青，杀青时间约在主演兰斯·雷迪克猝逝前不久。由于导演弗莱德金年事已高，片方出于责任考虑，聘请吉勒摩·戴托羅担任后备导演。每天拍摄的时候，戴托羅都会坐在弗莱德金旁边。由于拍摄时间紧凑，弗莱德金要求每位演员在上片场前做好充分准备，尽量避免重拍。据戴托羅回忆，有一次一位演员忘记了关键的台词，说了好几遍都说不出，弗莱德金没有当场责骂，而是问：“你是想拍一个小时？还是我们明天再来？”：
|  | 这种做法很疗愈，听了心情也会舒缓不少，也让整个场面得到控制。我也是到了58岁这个年纪才发现，原来所有的灵丹妙药，都比不上一个善良有效果。 |

## 发行
2023年3月，派拉蒙环球宣布重启共和影业品牌，而《凯恩号哗变》属于品牌收购的第一批项目。《凯恩号哗变》的全球首映礼于2023年9月3日第80屆威尼斯影展举行，同时入选影展的非竞赛单元。Paramount+宣布电影将在平台服务范围内的国家及地区上架，2023年10月6日上线，10月8日在Showtime电视频道电视首播。

## 反响
电影在烂番茄网站获得87%的新鲜度（15条评论），平均得分6.5/10。